# ロザリン・テューレック
ロザリン・テューレック（Rosalyn Tureck, 1914年12月14日 - 2003年7月17日）はアメリカ合衆国のピアニスト。バッハの専門家として知られるが、20世紀アメリカのピアノ曲の演奏にも取り組んでいる。イリノイ州シカゴ出身。父親はトルコの血を引くユダヤ系ロシア人。

## 略歴
ストコフスキーの最初の夫人、オルガ・サマロフ（芸名、スラヴ系ではない）に入門した後、ジュリアード音楽院に学ぶ。在学中に、訪米中のレフ・セルゲイヴィチ・テレミンにも師事し、このことがきっかけで電子楽器に興味を抱くようになり、カーネギー・ホールにおけるデビューでは、電子楽器テルミンの演奏も行なった。しばらくワンダ・ランドフスカのバッハ演奏に倣ってモダン・チェンバロを用いたこともあったが、結局ピアノによる演奏に戻った。テューレックは認めたがらなかったが、グレン・グールドがバッハ演奏家として独自の演奏様式を築く上で、テューレックの演奏を参考にしていたことは有名である。
「没後に公表する」との条件つきでVAIレーベルに私的に録音した《ゴルトベルク変奏曲》がCD化されると、録音の美しさも相俟って、世界的に音楽愛好家の間で好評を呼び、ドイツ・グラモフォン・レーベルに《平均律クラヴィーア曲集》全曲録音を行うきっかけとなった。
バッハ作品以外にも、ベートーヴェンやショパン、ブラームスのほか、ルイージ・ダッラピッコラ、ウィリアム・シューマン、デイヴィッド・ダイアモンドらの作品を演奏した。ダイアモンドの《ピアノ・ソナタ第1番》は、テューレックのピアノ演奏に触発されて作曲された。
2003年がんによりニューヨークにて逝去。88歳。

## 関連サイトなど
- テューレック・バッハ研究院（英語）
- バッハ演奏の手引き（訳：角倉一朗、全音楽譜出版社、2002年）ISBN 4118100800